# يونارد كريستوف شتورم
يونارد كريستوف شتورم (بالألمانية: Leonhard Christoph Sturm)‏ (و. 1669 – 1719 م) هو رياضياتي، وأستاذ جامعي، ومهندس معماري ألماني، ولد في آلتدورف باي نورنبرغ، كان عضوًا في الأكاديمية البروسية للعلوم، توفي في بلانكنبورغ، عن عمر يناهز 50 عاماً.